# Herbert Kerrigan
Herbert Kerrigan (Estados Unidos, 24 de enero de 1879-10 de septiembre de 1959) fue un atleta estadounidense, especialista en la prueba de salto de altura en la que llegó a ser medallista de bronce olímpico en 1906.

## Carrera deportiva
En los JJ. OO. de Atenas 1906 ganó la medalla de bronce en el salto de altura, siendo superado el británico Con Leahy (oro) y el húngaro Lajos Gönczy (plata), y empatado con el bronce con los griegos Georgios Saridakis y Themistoklis Diakidis.